# Société Latham
Société Latham — ныне не существующая французская авиастроительная компания. Производила гидросамолеты для ВМС Франции. В 1929 году приобретена фирмой Amiot.

## История
В 1917 году фабрика Caroll из Кодбек-ан-Ко, выпускавшая разведывательные аэропланы Dorand ARL 2-A2 была выкуплена швейцарским предпринимателем Робером Кутаном для производства гидросамолётов. Однако, год спустя, она перешла Жану Латаму, двоюродному брату одного из пионеров авиации Юбера Латама.
От лицензионного выпуска самолётов Lévy HB-2 (29 экземпляров было построено к 1918 году), компания вскоре перешла к разработке собственных моделей. Первой из них стала летающая лодка Latham Trimoteur, поставленная в количестве 4 штук для авиации ВМС.
Последующие модели, в подавляющем большинстве, представляли собой летающие лодки-бипланы. Подобные конструкции (L-1 и L-2) участвовали в 1923 году в гонках на кубок Шнейдера, но неудачно.
При ликвидации компании Latham в 1927 году, завод в Кодбек-ан-Ко достался фирме SECM, принадлежавшей Феликсу Амио. До 1930 года она оставалась дочерним подразделением его фирмы, а затем вошла в сформированную французским правительством компанию SGA, объединившую нескольких авиастроителей: (Hanriot, Nieuport-Astra, SAB, SECM и CAMS). В августе 1933 года на ней был построен трансатлантический почтовый гидросамолёт Blériot 5190, получивший имя «Сантос-Дюмон», в честь знаменитого воздухоплавателя.
В июле 1928 года вместе с самолётом Latham 47, предоставленным правительством Франции, пропал знаменитый полярный исследователь Руальд Амундсен, отправившийся на выручку экспедиции Умберто Нобиле. Памятник, посвящённый этому событию, был воздвигнут в Кодбек-ан-Ко в 1931 году
В 1935 году завод производил отсеки бомбардировщика Amiot 143.
В 1937 году SECM подверглась частичной национализации: завод в Кодебек-ан-Ко перешёл под государственное управление и стал частью компании SNCAN.
Впоследствии он до 1947 года (вместе с компаниями Bréguet и Potez) входил в объединение, в 1952 году получившее название REVIMA, и вошедшее в группу Chargeurs Réunis (до 1971 года), а затем в группу UTA.

## Продукция фирмы

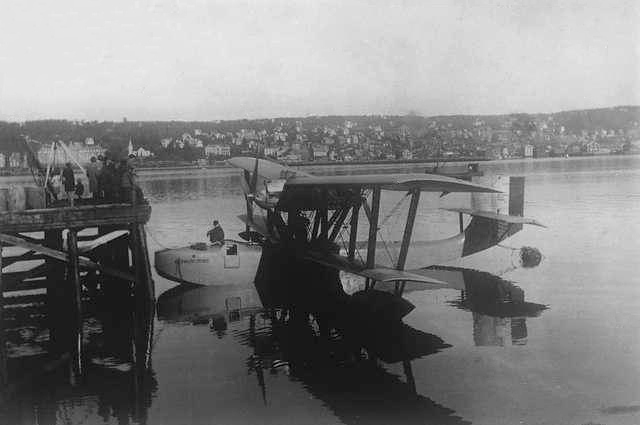
«Латам-47» — последний самолёт Амундсена. Тромсё, 18 июня 1928 года

- Latham Trimoteur (1919) Бомбардировщик, 3 двигателя Panhard, 4 экземпляра;
- Latham HB-5 (1921) Бомбардировщик, 4 двигателя Salmson 9Z, расположенные тандемом. 10 экземпляров для авиации ВМС.
- Latham C-1 (1923) Бомбардировщик, двигатель Renault 12Fe 1 экземпляр;
- Latham L-1 и L-2 (1923) Гоночные самолёты с мотором Salmson 9Аb для участия в соревнованиях на Кубок Шнейдера, 1+1 экземпляр;
- Latham 43 (1924) Бомбардировщик, 2 прототипа Latham 42, 18 построены для ВМС Франции и 8 для Польши;
- Latham E-5 (1925) Патрульный самолёт, 1 экземпляр;
- Latham 45 (1927) Бомбардировщик, Jupiter 9А, 1 экземпляр;
- Latham 47 (1928) Разведчик. Построено 13.
- Latham 230 (1928) Разведчик. Один из немногих поплавковых гидропланов Latham. 1 экземпляр;
- Latham 47P (1929) почтовый самолет, гражданская версия Latham 47, 2 экземпляра.